# Jorge Linares
Jorge Luis Linares Palencia (Barinas, 22 agosto 1985) è un pugile venezuelano.
Soprannominato "El Niño de Oro" ("Il ragazzo d'oro"), è stato detentore dei titoli WBA e The Ring dei pesi leggeri fino al 2018. È campione del mondo in tre categorie di peso, avendo posseduto anche il titolo WBC dei piuma dal 2007 al 2008, WBA dei superpiuma dal 2008 al 2009 e WBC dei leggeri dal 2014 al 2016. Nel 2018 perde il titolo dei pesi leggeri contro il pugile ucraino Vasyl Lomachenko.

## Carriera dilettantistica
Linares ha un record dilettantistico di 89-5. Altri trofei sono:
1999 medaglia d'oro ai campionati juniores nazionali venezuelani (14 anni) 
1999 medaglia d'oro juniores ai Venezuela Panama Dual 
2000 medaglia d'argento ai campionati nazionali (15 anni) 
2001 medaglia d'oro ai campionati juniores nazionali venezuelani (16 anni)

## Carriera professionistica
Il 21 luglio 2007 Linares divenne campione WBC  pesi piuma dopo il knock out su Oscar Larios al termine del 10º round. Vinse anche la prima sfida per il titolo all'8º round contro Gamaliel Diaz il 12 dicembre 2007. Linares rilasciò il titolo il 13 agosto 2008 per il passaggio di categoria nei pesi super-piuma.
Linares ottenne il titolo dei pesi super-piuma della WBA in un incontro con Whyber Garcia il 28 novembre 2008, che terminò con uno stop al 5º round.